# 錫達格羅夫 (印地安納州)
錫達格羅夫（英語：Cedar Grove）是一個位於美國印地安納州富蘭克林縣的城鎮。

## 人口
根據2010年美國人口普查的數據，錫達格羅夫的面積為0.39平方千米，當中陸地面積為0.39平方千米，而水域面積為0.00平方千米。當地共有人口156人，而人口密度為每平方千米400人。